# 増田賀照
増田 賀照 （ますだ よしてる）は日本の経営学者。専門は、経営学、情報産業論、マーケティング。
共愛学園前橋国際大学教授。慶應義塾大学 博士。群馬県ソフトウェア創出委員会座長(2002)。日本IBM　流通・サービス産業開発室長、日本IBM　マーケティング研修部長、日本IBM　官公庁システム事業部開発部長　で官公庁のシステム開発に関わり、数々の経歴を残した。大学経営におけるマーケティング戦略(1998)など、民間企業での経験を活かしたマーケティング研究を行う。

## 著書

### 単著
- 『ビジネス・チェンジ-日本IBM事例 富士ゼロックス事例』（同文館, 1968年）